# Kensington (Philadelphie)
Pour les articles homonymes, voir Kensington.
Kensington est un quartier de la ville de Philadelphie en Pennsylvanie. Il se situe au nord-est du centre-ville.
Avant l'arrivée des Européens, les Amérindiens Lenapes avaient un village nommé Shackamaxon qui était situé à l'emplacement actuel du quartier de Kensington, au nord du centre de Philadelphie.
Au XIXe siècle, le quartier fut peuplé par des immigrés irlandais, allemands et polonais. C'est à cette époque que l'industrie textile, en particulier la confection de tapis, fut la plus florissante. Kensington fut le théâtre des émeutes anti-catholiques de mai-juin 1844. 

## Personnalités liées au quartier
- Gloria Casarez, militante américaine des droits civiques et des droits LGBT.